# Technocratie
Pour les articles homonymes, voir Technocratie (homonymie).
La technocratie est une forme de gouvernement (d'entreprise, d'État) où la place des experts techniques et de leurs méthodes est centrale dans les prises de décision. Selon le Dictionnaire de la langue philosophique, la technocratie est « la condition politique dans laquelle le pouvoir effectif appartient à des techniciens appelés « technocrates » ». Le terme même de « technocratie » trouve ses origines dans les années 1920, avec l'industrialisation, la crise économique et la Grande Dépression ; mais la notion correspondante possède des racines profondes dans la culture et dans l’histoire occidentale. Après un « âge d'or » dans les années 1920-1930 où l'on avait une véritable foi dans le progrès technique (avec notamment le groupe X-Crise en France, et le Mouvement technocratique aux États-Unis), la technocratie se retrouve sous diverses formes dérivées dans les sociétés post-industrielles, comme la technostructure de John Kenneth Galbraith.
Parmi les traits caractéristiques et récurrents de la notion de technocratie, on trouve la mise en avant de la compétence et des méthodes du technicien et du scientifique, identifiées aux notions de rigueur et de rationalité. Ces notions sont opposées aux caractéristiques supposées de l’homme et du système politique, ou de l’homme d’affaires, considérés comme vénaux, incompétents et soumis aux intérêts privés œuvrant dans un sens contraire aux intérêts de la société. Dans une technocratie, les compétences techniques et de leadership sont davantage sélectionnées par des processus bureaucratiques et méritocratiques basés sur le savoir et la performance, que par des procédures démocratiques.
Dans le langage populaire, le terme « technocrates » est souvent employé péjorativement, notamment par les mouvements populistes, pour désigner des experts et techniciens purs qui seraient déconnectés de la réalité et proposeraient des solutions plus néfastes que bénéfiques.

## Origine du terme
Le terme « technocratie » dérive du grec « technè » qui désigne le savoir-faire et « kratos » qui désigne le pouvoir et la capacité de gouverner. La politique comme technè serait donc l'objet d'un savoir objectif.
C'est William Henry Smyth, un ingénieur californien, qui a forgé le terme « technocratie » en 1919 pour décrire « le pouvoir du peuple rendu effectif par la représentation de leurs serviteurs : les scientifiques et ingénieurs ». Smyth a utilisé le terme « technocratie » dans l'article « Technocracy : Ways and Means to Gain Industrial Democracy » publié dans le journal Industrial Management (57). Toutefois, dans l'idée de Smyth, il s'agissait plutôt de décrire une démocratie industrielle (en) : un mouvement qui intègre les travailleurs dans le processus de décision dans les entreprises.
Le terme « technocratie » ne fut employé pour désigner un type de gouvernement par des prises de décision techniques qu'à partir de 1932, quand il fut repris par le mouvement technocratique qui connut pendant les années 1930 une notoriété importante et une adhésion significative. Mais, bien que le terme date du début du XXe siècle, la notion d'experts rationnels et rigoureux gouvernant pour l'intérêt général a cependant connu diverses incarnations au fil de l'histoire occidentale.

## Origines et histoire du concept

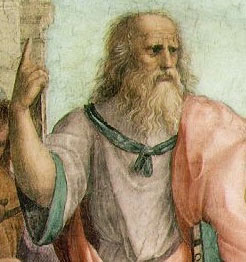
Platon.

Dans la Grèce ancienne, Platon (IVe siècle av. J.-C.) proposait que le gouvernement soit l'affaire de philosophes, rompus aux formes de raisonnement les plus évoluées par une formation mathématique et logique poussée, ce qui peut être considérée comme une certaine forme de technocratie,,, dans le sens étymologique du terme. Pour Platon, les chefs politiques n'ont pas besoin de devoir justifier ce qu'ils font par des textes de loi parce que les lois seront toujours sans rapport avec les cas particuliers dans la réalité : les chefs savent et cela suffit légitimement. Cela a été exprimé par la métaphore du capitaine d'un navire dans Le Politique, 289c. Par ailleurs, dans le Gorgias, Platon fait une comparaison entre la médecine et la cuisine, analogie entre une technocratie et une démocratie : pour lui c'est au médecin, autrement dit à l'expert en politique, qu'il faut se fier. Dans 464d, il écrit : « Ainsi, la cuisine s'est glissée sous la médecine, elle en a pris le masque. Elle fait donc comme si elle savait quels aliments sont meilleurs pour le corps. Et s'il fallait que, devant des enfants, ou devant des gens qui n'ont pas plus de raison que des enfants, eût lieu la confrontation d'un médecin et d'un cuisinier afin de savoir lequel, du médecin ou du cuisinier, est compétent pour décider quels aliments sont bienfaisants et quels autres sont nocifs, le pauvre médecin n'aurait plus qu'à mourir de faim ! ». Cette citation met en lumière l'idée de Platon selon laquelle le peuple ne connaît pas son véritable bien, il aurait donc besoin d'être gouverné par un expert en politique qui sait ce qui est bon pour lui.
Cependant, la technique en tant que telle, est relativement peu développée par les Grecs anciens. Elle ne jouait pas de rôle déterminant. Mais, par la suite, la puissance et la rigueur des mathématiques a toujours joué un rôle important dans le concept technocratique.

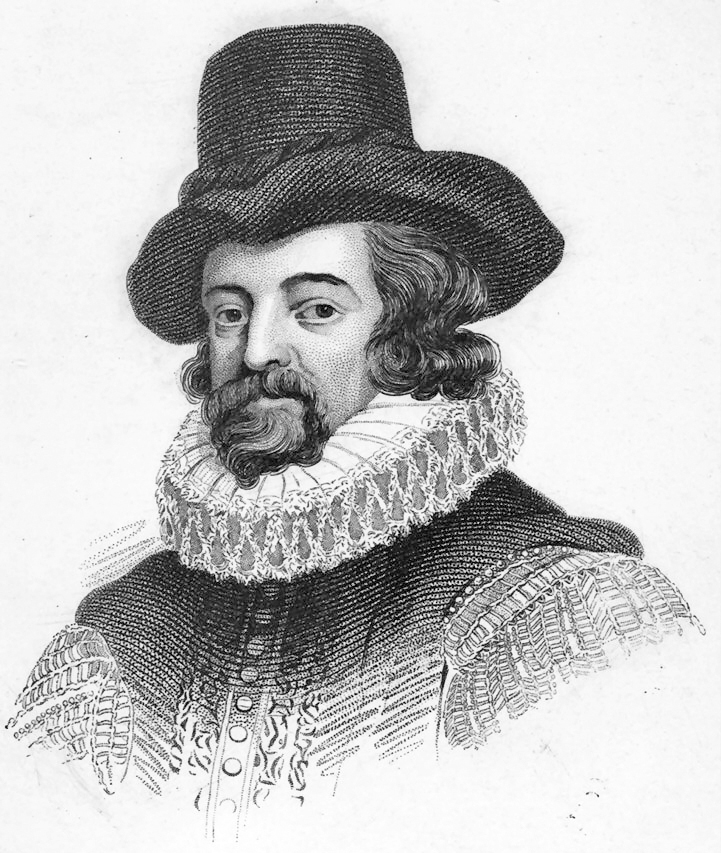
Francis Bacon (1561-1626).

Au XVIIe siècle, le philosophe Francis Bacon promeut l'idée que la connaissance des mécanismes de la nature et des moyens techniques de la maîtriser apporte une clarté d'esprit et une pureté d'action bénéfique au gouvernement. Il propose en 1624 dans une utopie La Nouvelle Atlantide, un système où un collège de savants (la « maison de Salomon ») est chargée de conseiller le gouvernement, vers une exploitation sage et raisonnée de la nature menant à la richesse et à la puissance de la nation. Dans ce système, la classe de la noblesse est constituée par les savants. Ce livre est considéré comme le premier paradigme de l'utopie scientifique, mais dans cette utopie, ce ne sont pas encore les scientifiques et les techniciens qui sont directement responsables du gouvernement.

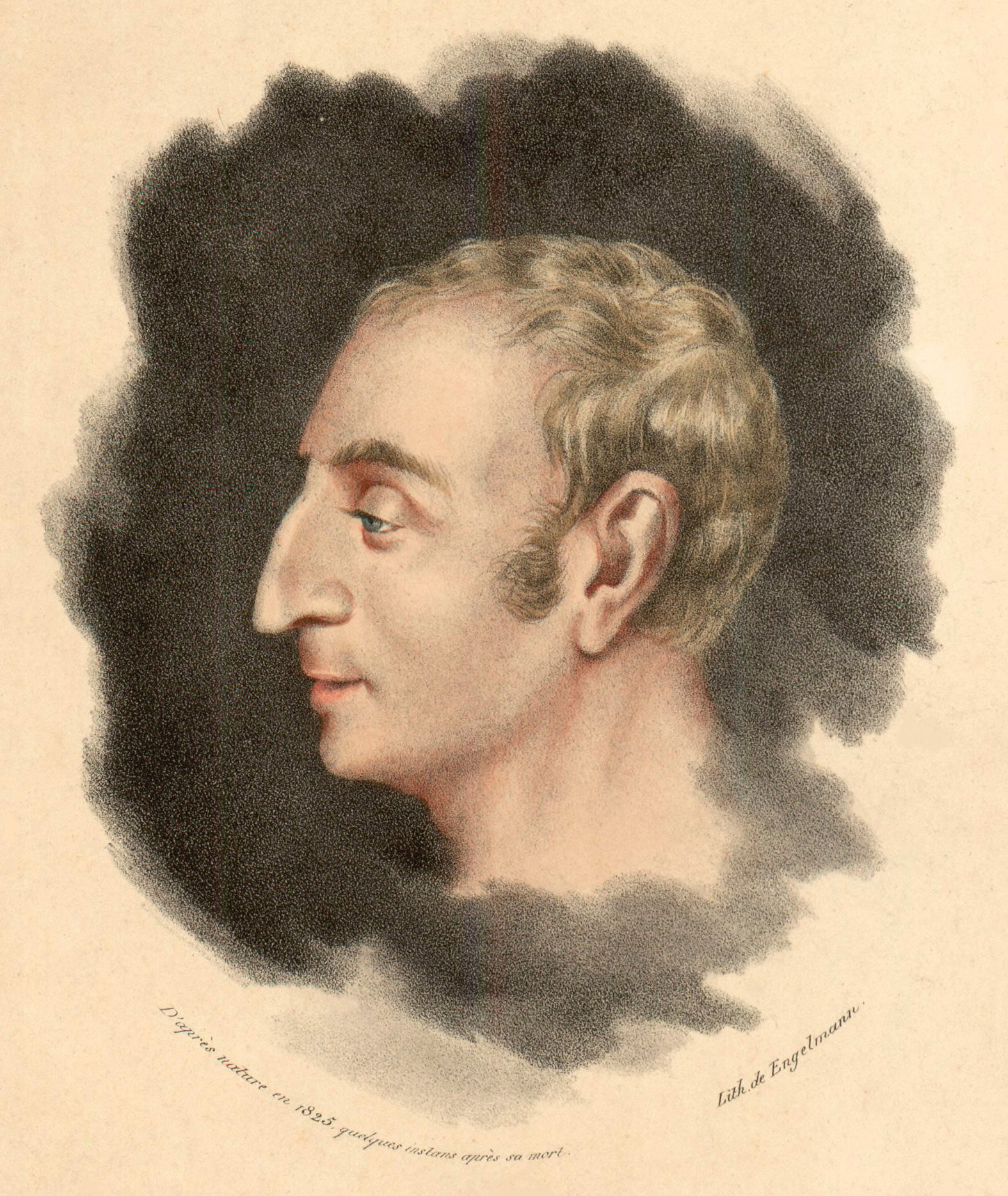
Saint-Simon (1760-1825).

Beaucoup de caractéristiques du concept technocratique se retrouvent, au début du XIXe siècle, dans l’œuvre de l'économiste et philosophe français Claude Henri de Rouvroy de Saint-Simon,,. Saint-Simon décrit, au fil de son œuvre, différents systèmes pour appliquer à la politique les qualités de rigueur et de fiabilité qu'il reconnaît à la science, et assurer la prééminence de l'économique et de l'industriel sur le politique. En 1802, il propose dans ses Lettres d'un habitant de Genève à ses contemporains la création d'un comité exécutif européen, composé de douze scientifiques et neuf artistes, chargés de guider la civilisation vers le progrès.
En 1820 il publie L'Organisation dans lequel il fait apparaître une des premières organisations qui peut être qualifiée de purement technocratique : un parlement composé de trois chambres; une chambre « d'invention » composée d'ingénieurs et d'artistes, une chambre « d'examen » composés de savants, et une chambre « d'exécution » comprenant des représentants de l'industrie. Ce parlement est pourvu des pouvoirs législatifs et exécutifs, et a aussi pour objectif de résoudre les problèmes sociaux et créer un ordre social rationnel par l'application du savoir technique. Pour Saint-Simon, le gouvernement est une « administration des choses », qui prendrait à tous en fonction de leur capacité, et redistribuerait à tous en fonction de leur performance. Cette prééminence de la technique et de l'industrie sur le politique et le social sera au cœur d'une doctrine : le saint-simonisme qui aura une influence déterminante au XIXe siècle, et par exemple sur certaines idées développées par Friedrich Engels et Lénine dont certaines phrases comme « la société est une vaste usine », ou « une organisation des choses et non des hommes » sont très représentatives du saint-simonisme. L'organisation de la future Union des républiques socialistes soviétiques présentera d'ailleurs de nombreuses similitudes avec le socialisme centralisé, technocratique et planifié de Saint-Simon.

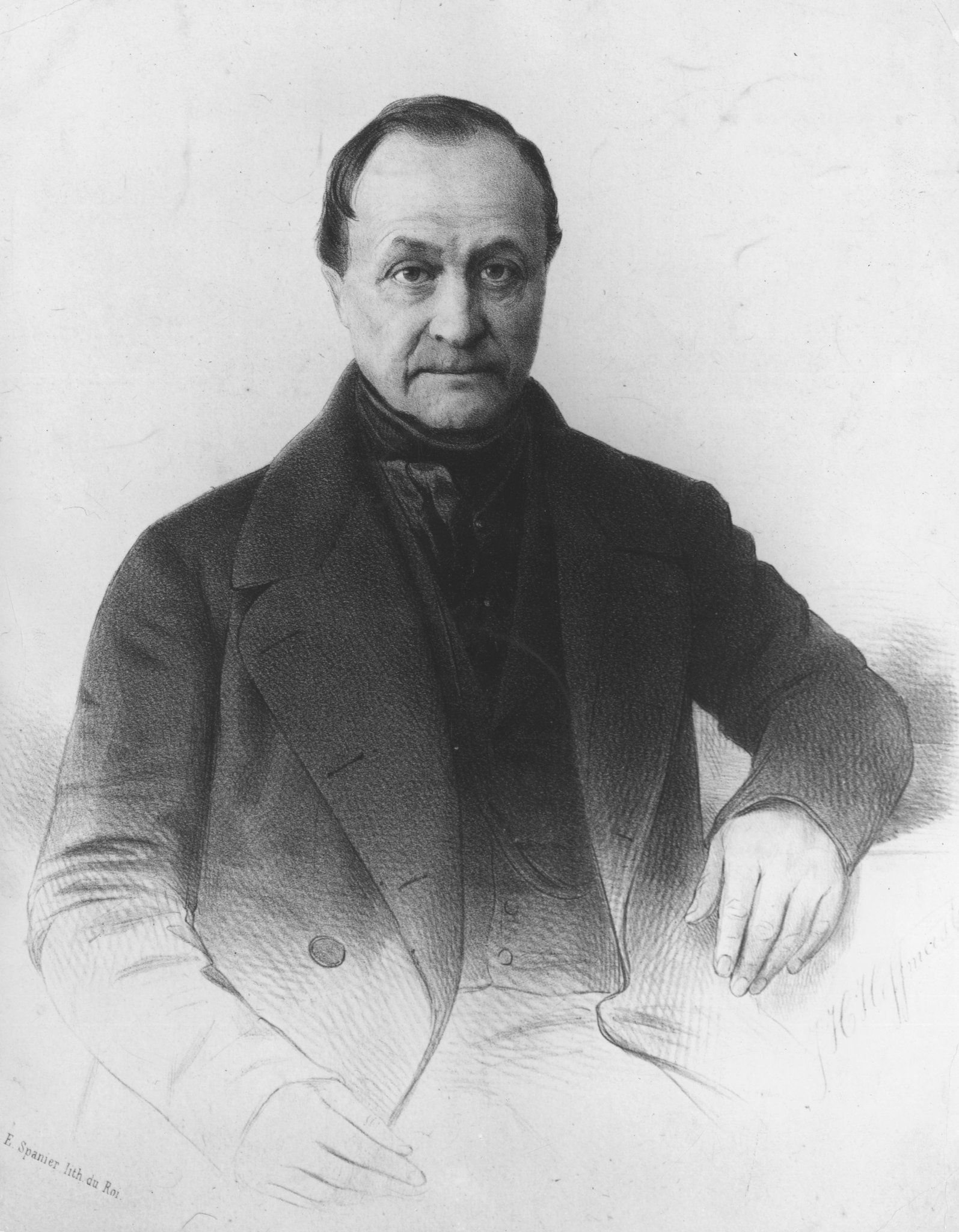
Auguste Comte (1798-1857).

Le drapeau du Brésil, incorporant une devise positiviste Comtienne « Ordre et Progrès ».

Auguste Comte, secrétaire particulier et disciple de Saint-Simon, reprend et développe cette doctrine dans un sens cependant plus orienté vers l'ordre que vers le progrès. Pour Comte, la méthode scientifique doit être étendue au contrôle de la société, et les régimes politiques doivent être supplantés par une autorité sociale constituées d'administrateurs issus des sciences pures et appliquées. À la différence de Saint-Simon, ces administrateurs incluent des sociologues, des « ingénieurs sociaux », considérés par Comte comme d'authentiques scientifiques et techniciens au même titre que ceux associés à des sciences plus « dures ». Cette vision s'intègre dans la loi des trois états énoncée par Comte : si cette loi est surtout connue pour son application à la théorie de la connaissance, Comte la décline aussi en ce qui concerne l'évolution de la société : le premier état « théologique » correspond à une société gouvernée par la force militaire, le second état « métaphysique » à une société de lois et de politique, et le troisième état « positif » à une société industrielle et scientifique.
Afin de faciliter l'acceptation par la population de ce nouvel ordre social rationnel, Comte envisage la création d'une véritable « église » laïque chargée de promouvoir les valeurs de la science et du positivisme, en une sorte de « catéchisme positiviste ». L'église positiviste n'a jamais rencontré le succès, sauf brièvement au Brésil, où un « temple positiviste » a été construit en 1881, par le philosophe brésilien Miguel Lemos (pt) et le philosophe et mathématicien Raimundo Teixeira Mendes (en). La devise nationale du Brésil, « Ordre et Progrès », est issue de ces tentatives d'« évangélisation » comtienne. En France, il subsiste un temple positiviste : le Temple de l'Humanité.

## La technocratie auXXesièclejusqu'à la Seconde Guerre mondiale

### Aux États-Unis

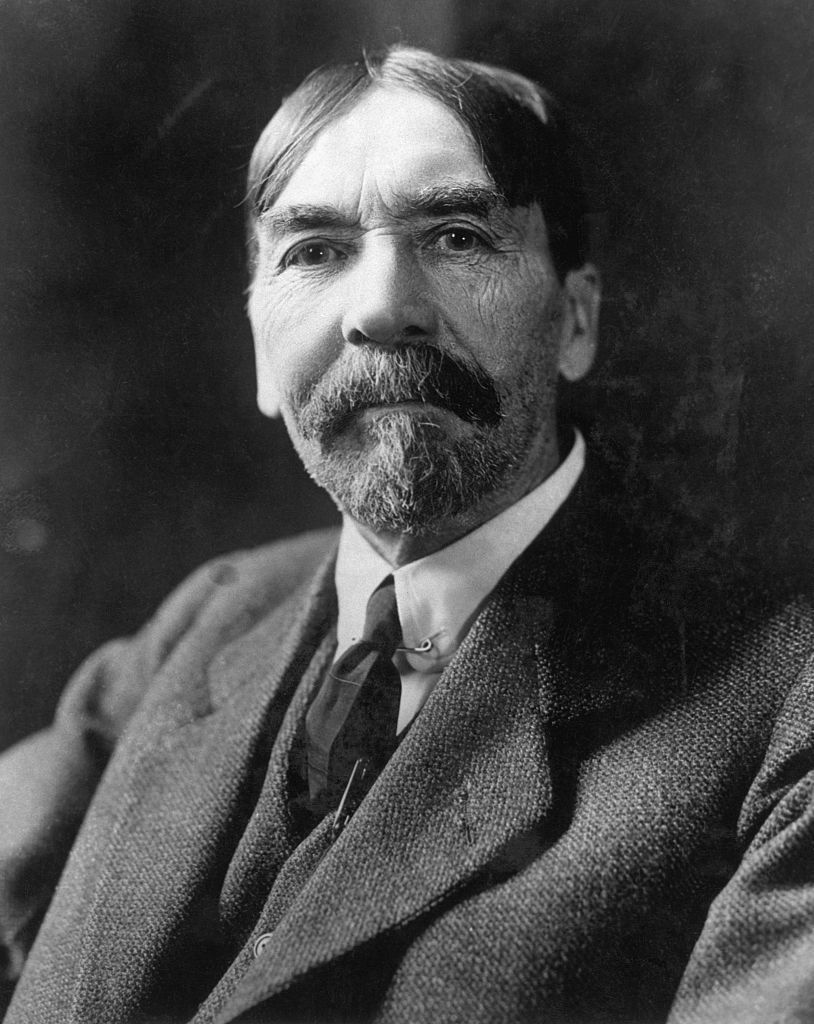
Thorstein Veblen (1857-1929).

Le concept de technocratie a connu un essor significatif aux États-Unis, dans les premières décennies du XXe siècle. C'est l'économiste Thorstein Veblen qui a donné l'élan d'un mouvement technocratique qui allait connaitre un développement rapide et une chute non moins brutale. Son œuvre consiste en une étude et critique acerbe de la classe des hommes d'affaires et des mœurs de consommation de son temps, ainsi que de la culture académique. Il est connu pour avoir mis en évidence et dénoncé le concept de consommation ostentatoire, associé à l'effet Veblen, dans son livre The Theory of the Leisure Class (1899).
Dans The Engineers and the Price System (1921) et Abstentee Ownership and business enterprise in recent time (1923), il pose les fondements d'une société technocratique. Il y oppose l'efficacité des ingénieurs et de leurs méthodes, à l'entrepreneur capitaliste préoccupé de spéculation et guidé par le profit, venant ruiner les perspectives prometteuses d'une société fondée sur l'industrie et la machine. Veblen propose une société où le contrôle de la production est attribué à un corps d'ingénieurs et de scientifiques qui remplaceraient entièrement les entrepreneurs capitalistes.

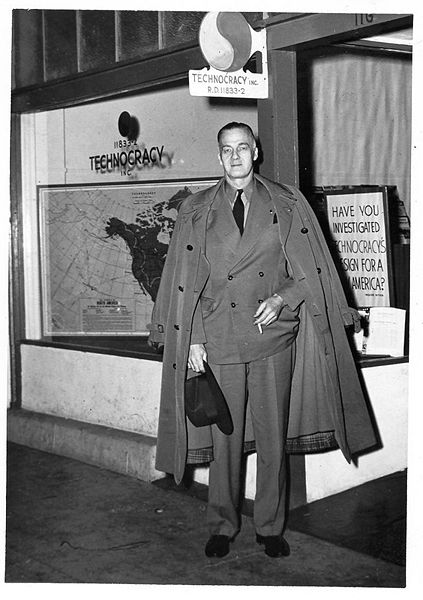
Howard Scott en 1942.

L'œuvre de Veblen tombe à point dans une société qui allait bientôt être ruinée par la Grande Dépression des années 1930, dans laquelle la spéculation a joué un rôle majeur. C'est au sein de ces bouleversements que Howard Scott, ingénieur autoproclamé, reprend et développe l’œuvre de Veblen. Après avoir fondé en 1919, inspiré notamment par les idées de Veblen et d'Edward Bellamy, un mouvement nommé « Technical Alliance », Scott se fait connaitre en 1932 en organisant une étude - l'Energy Survey of North America - visant à quantifier l'évolution et les rendements de l'industrie américaine depuis un siècle, et en extrapoler les tendances, non pas en unité monétaire de valeur, mais en unité d'énergie.
De cette étude, Scott tire la conclusion que le système industriel, économique et social existant se dirige inexorablement vers un effondrement total. De plus, les chiffres de cette étude montrent - selon lui - que seules 660 heures de travail par an et par citoyen seraient nécessaires pour fournir un meilleur revenu moyen à tous, si les produits du travail étaient équitablement répartis. Cette étude provoque un intérêt considérable des médias et du grand public. Scott se retrouve bientôt à la tête d'un véritable mouvement technocratique qui acquiert une notoriété et une audience très importante dans la société américaine en 1932 et 1933. Le plan d'organisation de la société, nommé par Scott lui-même « Technocracy », était le suivant :
- Organisation de toutes les industries en un petit nombre d'unités nationalisées, administrées par des experts techniques sélectionnés dans le rang des unités concernées.
- Les revenus et les biens et services sont échangés par un système « non monétaire », fondé sur une unité objective d'énergie[M 8], qui permet de comptabiliser et de gérer la production selon des lois rationnelles et scientifiques. Le « système prix », qui fixe arbitrairement une valeur aux biens et services en fonction de l'offre et de la demande est supprimé[E 2].
- Pour lutter contre la sous-consommation, considérée comme une des causes de la Grande Dépression, un crédit social est distribué à tous les citoyens de la société, chaque adulte recevant une part égale et équitable. Cette part est calculée en divisant les capacités productives de l'État (« Technat », dans la terminologie Technocratique) exprimées en unités d'énergie, desquelles est soustrait le coût des services publics, par le nombre de citoyens[E 3].
- Pas de gouvernement politique, abolition des partis politiques. Pas d'autres personnages officiels que les dirigeants techniques des unités productives et redistributives.

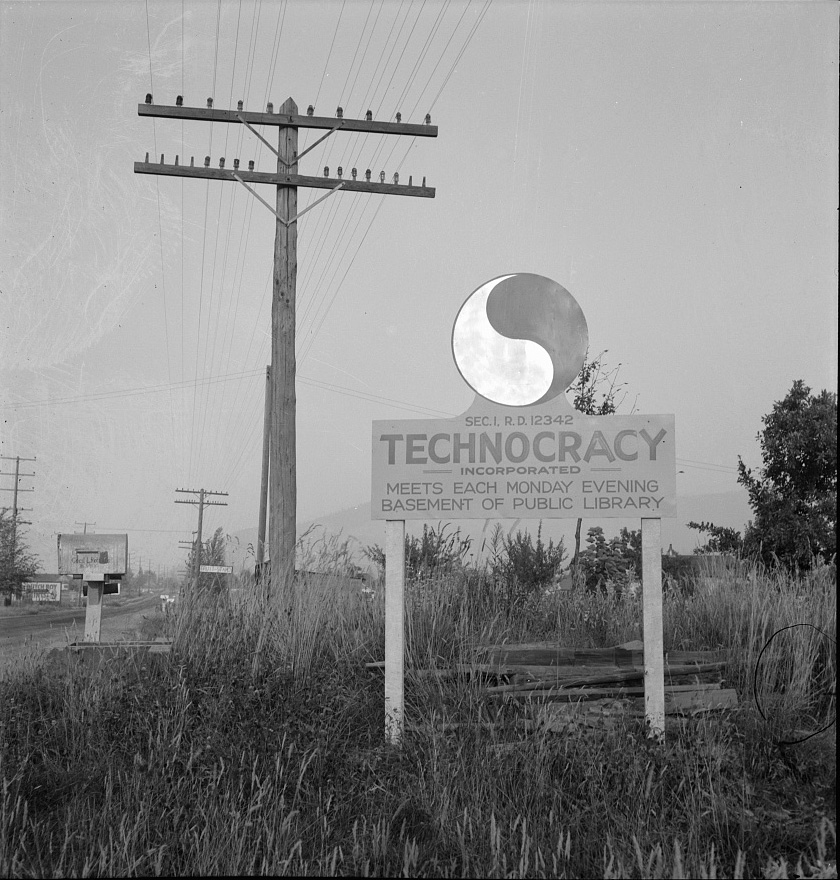
Pancarte de Technocracy Inc., dans les années 1930.

Début 1933, en réponse à la notoriété et aux controverses croissantes engendrées par son mouvement, Scott se voit attribuer une tribune à la radio qualifiée comme étant « la plus importante jamais attribuée à un orateur en Amérique », qui fut - selon tous les comptes rendus - un désastre total. Le mouvement technocratique se scinde alors en deux organisations concurrentes : Technocracy Inc. menée par Howard Scott, et Continental Comitee for Technocracy (CCT), mené par deux dissidents Harold Loeb (en) et Felix Frazer.
Bien que l'intérêt du grand public et des médias pour le mouvement technocratique se soit brusquement effondré à cette date, le CCT connaît un certain succès, comptant jusqu'à 25 000 adhérents, jusqu'en 1936 où il disparaît complètement faute de capacité organisationnelle de ses deux dirigeants. Technocracy Inc. réussit à mieux s'organiser et progresse jusqu'au début des années 1940, comptant probablement jusqu'à 20 000 adhérents, avec au total environ 40 000 personnes ayant adhéré au mouvement à un moment ou à un autre. Après cette date, le mouvement décline irrésistiblement, mais subsiste toujours de nos jours,.
Cependant, les idées technocratiques s'étaient largement diffusées dans la société américaine, et on retrouve un certain nombre de composantes technocratiques dans la politique de New Deal menée par Roosevelt de 1933 à 1938.

### En France et en Europe
En France, c'est au sortir de la Première Guerre mondiale que commence à se développer une volonté non seulement d'organiser l'économie par des procédures rationnelles, mais aussi de fonder un nouvel ordre social promouvant la science et la technique, où le contrat social serait fondé sur le partage des richesses produites par l'accroissement de productivité. Tel est le fond du rapport monumental d'Étienne Clémentel, remis à Georges Clemenceau en 1919, qui est considéré comme un acte fondateur de la technocratie en France.
Mais c'est davantage dans les années 1930, comme aux États-Unis, que l'on constate l’essor de l'idéologie technocratique, qui fait réellement partie - selon Jean Touchard - de l'« esprit des années 1930 ». En 1925, on peut noter la fondation du Redressement français par Ernest Mercier, qualifié de technocratique par Emmanuel Beau de Loménie de par notamment son antiparlementarisme et élitisme.
Mais c'est essentiellement sous une forme planiste que se manifestent ces idées, avec le « groupe du 9 juillet », auteur en 1934 d'un des plans les plus célèbres de l'époque, et surtout le groupe X-Crise fondé en 1931, qui peut être considéré comme l'une des principales expressions de la technocratie en France. Ses fondateurs - un groupe de polytechniciens mené notamment par Jean Coutrot - veulent analyser les problèmes posés par la Grande Dépression en mettant en valeur les « avantages de rapidité et de précision dans la discussion que procure une formation commune ».
Ces groupes promeuvent l'abandon du libéralisme économique, et le développement de modèles macroéconomiques et de l'économétrie pour « substituer une économie consciente à une économie aveugle », et permettre à l'État de planifier et organiser ses interventions. Comme les autres mouvements technocratiques, ils critiquent les idéologies qui sous-tendent les décisions politiques, et veulent une réflexion raisonnée, scientifique et ouverte à tous les courants politiques. Le groupe X-Crise tente également de réfléchir sur les fondements sociaux de la société et oriente sa réflexion vers une démarche se voulant humaniste, où les aspects techniques sont au service du progrès social.
Le groupe X-Crise a une influence importante sur l'organisation de l'État, notamment pendant la période du Front populaire et du régime de Vichy, où des membres de X-Crise ont collaboré avec le gouvernement, ou ont été ministre comme Charles Spinasse dans le gouvernement Léon Blum. Le développement de la comptabilité nationale et des normes comptables, la création du commissariat au plan, ou la conversion des experts de l'État à la macroéconomie procèdent de leurs actions politiques durant ces périodes.
Dans l'Espagne franquiste les tecnócratas étaient un groupe d'hommes politiques liés à l'Opus Dei qui lancèrent une reconversion à l'économie espagnole, à partir de la situation d'autarcie laissée par les phalangistes. Ils sortirent l'Espagne de son isolement en l'attelant au système capitaliste d'Europe occidentale et en amorçant le « miracle économique espagnol ».

### En URSS
En URSS, à partir de 1928, l'économie du pays présente de fortes composantes technocratiques. En effet, à partir de cette date et jusqu'en 1991, l'économie de l'union va être planifiée et centralisée par des hommes experts dans différents domaines. Le Conseil des ministres définissait des objectifs économiques larges, l'administration donnait des chiffres sur les résultats et la situation économique, et le Gosplan donnait des objectifs plus précis. On aboutissait ainsi à un plan quinquennal, c'est-à-dire, à la fixation d'objectifs de production minimum, distribués à chacun des secteurs économiques concernés, et ce pendant cinq ans. Cet idéal de planification centralisée présente des similitudes avec les visions de Saint-Simon.
Une idéologie technocratique assez forte peut également être décelée dans la rhétorique staliniste d'« industrialisation forcée ».

## La technocratie dans la société contemporaine
Les modèles de société technocratiques où les experts, guidés par des modèles scientifiques de production et de société, sont directement au pouvoir, n'ont jamais été véritablement appliqués. En revanche, la science et la technologie prenant une place de plus en plus importante dans les sociétés développées, il existe forcément des articulations et des rapports de force - tacites ou non - entre les scientifiques et experts techniques et les hommes politiques au pouvoir.
John G. Gunnel distingue trois composantes à ces rapports de force :
- Les décisions politiques nécessitent de plus en plus d'expertise technique, et les hommes politiques ont en conséquence tendance à graviter autour d'élites scientifiques et techniques à l'influence notable.
- La technologie et l'industrie deviennent des entités autonomes, qui ont tendance à échapper au pouvoir des hommes politiques (notions de complexe militaro-industriel ou de technostructure par exemple).
- La science et la technologie peuvent constituer une idéologie en soi, qui peut ainsi posséder une action sur la société, sur le plan collectif et sociologique (scientisme, ou société post-industrielle par exemple).

C'est notamment la forme post-industrielle des sociétés contemporaines, axées davantage sur l'économie de l'information, des services et de la finance que sur la production matérielle, qui implique l'émergence de ces nouveaux rapports. Daniel Bell, dans son ouvrage The Coming of Post-industrial society (1976) insiste sur l'émergence d'une classe professionnelle technique, éduquée, venant peu à peu remplacer la classe ouvrière et accédant aux postes de décision et de pouvoir par leurs compétences techniques, et pouvant influencer profondément la structure de la société. De même que le stade pré-industriel, fondé sur le travail humain a mené à une société de paysans et une société féodale, que le stade industriel, fondé sur les machines et le travail humain a mené à une classe ouvrière et à une société capitaliste, le stade post-industriel fondé sur l'information et la connaissance, peut mener à une classe d'ingénieurs, de techniciens et de spécialistes, et à une société ayant de fortes composantes technocratiques.

Emplacement de la technostructure dans les schémas d'organisation, selon Henry Mintzberg.

On retrouve des considérations similaires dans l’œuvre de John Kenneth Galbraith, qui met l'accent sur l'émergence d'organisations, au sein des entreprises ou des états, composée de « personnes ayant les compétences techniques, l'expérience ou autres talents nécessaires aux exigences de planification et de décision dans l'industrie moderne », ce qu'il appelle la technostructure. Le schéma d'organisation ci-contre se retrouve aussi bien dans les grandes entreprises, dans l'armée ou dans l'administration publique. L'articulation entre les élites scientifiques et techniques et le pouvoir (ou le management) semble avoir trouvé une structure naturelle et universelle dans les organisations contemporaines. Cependant, une des conséquences politique majeure de la technostructure, selon Galbraith, est que le système industriel et l’État deviennent inextricablement liés et interdépendants et qu'il n'y a plus de frontière nette entre le public et le privé, car dans le cas de l'administration publique, une partie de la technostructure peut provenir de l'industrie et du privé.
La technostructure, même dans les plus grandes organisations, a tendance à être d'une taille assez restreinte, en tout cas pour un domaine déterminé. Cela amène à s'interroger sur le pouvoir ou l'influence réelle que peut avoir un faible nombre de personnes sur des décisions politiques majeures, en éventuelle contradiction avec les grands principes d'une démocratie. Charles Percy Snow note que « une des caractéristiques les plus singulières de toute société industriellement avancée, est que certains choix cardinaux ne dépendent que d'une poignée d'hommes »,. Don Price (en) estime qu'il apparaît un « domaine » scientifique qui « remet en cause l'ancienne notion stipulant que, en matière de politique publique, les scientifiques doivent être dirigés par les objectifs définis par les politiques »,. Cependant, Price estime également que le système fonctionne en définitive correctement par un consensus sociétal stipulant que politiques et scientifiques doivent rester dans leurs domaines respectifs, avec la possibilité de s'évaluer et se critiquer mutuellement. De même, Daniel Bell ne perçoit pas une réelle menace de domination des politiques par une élite scientifique, arguant du fait que, quel que soit le processus de décision technique mis en place, les ultimes arbitrages prennent toujours une forme politique et que le pouvoir reste aux mains des politiciens,.

### En Chine post-maoïste
Selon Jungwon Yoon, la Chine post-maoïste est gouvernée, depuis l'évolution majeure des élites chinoises instaurée par Deng Xiaoping au début des années 1980, par trois générations de gouvernement à forte tendance technocratique. Ces gouvernements sont de plus en plus constitués de politiciens ayant une formation poussée en ingénierie et en sciences, poussant à une modernisation et une industrialisation rationnelle du pays. Les instances politiques dirigeantes les plus puissantes du pays comme le politburo ou le comité central possèdent un fort taux de diplômés supérieur en ingénierie ou en sciences (plus de 50 % pour le comité central, et la quasi-totalité des nouveaux entrants au politburo).
Toutefois, la technocratie à la chinoise, à l'orientale presque, doit être selon Yoon distinguée de la technocratie occidentale où la technocratie a trouvé son berceau : la technocratie occidentale est plus orientée vers des solutions techniques tandis que la technocratie chinoise est orientée vers le développement économique et une rationalisation et une optimisation de celui-ci. De plus, certains commentateurs contestent l'existence d'une authentique technocratie en Chine car les instances dirigeantes sont avant tout des politiciens ayant une formation d'ingénieur, et non des experts techniques purs.

### Points de vue en lien avec la technique
Au milieu du XXe siècle, Jacques Ellul estime que la technocratie n'est qu'un aspect parmi d'autres d'une idéologie nouvelle, « la technique », qui façonne toutes les autres, en premier lieu le socialisme et le capitalisme. Il estime que la technique est une idéologie du fait que « la préoccupation de l'immense majorité des hommes de notre temps est de rechercher en toutes choses la méthode absolument la plus efficace ». En 1977, il précise toutefois que la majorité des critiques à l'endroit de la technocratie doivent être nuancées :

« La technique [est un facteur] autonome et déterminant. Or cela ne peut s'effectuer qu'au travers d'une couche sociale qui tend à devenir caste ou classe : les technocrates, qui agissent par voie organisationnelle : donc il faut parler de société technocratique et bureaucratique. Et l'on part aussitôt en guerre contre la technocratie… [Voilà qui] est un peu artificiel ! Dire que la technique ne fonctionne qu'au travers d'une classe, c'est ne pas voir que, précisément, chacun participe à tous les niveaux au système technicien. Pour négliger un tel fait, il faut vouloir appliquer à toute force les catégories d'interprétation marxiste […]. Il faut ne pas voir que la croissance du système technique dissout les classes. »

Le pape François, dans son encyclique Laudato si’ (2015) estime que « la tendance, pas toujours consciente, à faire de la méthodologie et des objectifs de la techno-science un paradigme de compréhension qui conditionne la vie des personnes et le fonctionnement de la société » est à l’origine d'un grand nombre de difficultés du monde actuel. Car d'après lui, l’idée d’une croissance infinie ou illimitée est issue de la vision technicienne de la nature, et elle « suppose le mensonge de la disponibilité infinie des biens de la planète, qui conduit à la « presser » jusqu'aux limites et même au-delà des limites ». François va même jusqu'à accuser le « paradigme technocratique » de domination tyrannique, paradigme qu'il est presque impossible d'utiliser « sans être dominé par son pouvoir et sa logique ». L'emprise de la technocratie s'étend, d'après François, jusqu'à l'économie et la politique : le développement des technologies n'est guidé que par le profit, et « les finances étouffent l’économie réelle ». Le pape estime que les racines les plus profondes des dérèglements actuels sont liées à l'orientation, la fin et le contexte social de la croissance technologique et économique.

## Suites de la crise de la dette dans la zone euro
Avec la crise de la dette dans la zone euro, certains États européens appellent à leur tête des techniciens plus que des hommes politiques pour gérer la crise. Les profils et les politiques engagées par Mario Monti ou Loukás Papadímos sont qualifiés de technocratiques par les observateurs.

## Technocratie en entreprise
Dans le monde de l'entreprise, une organisation technocratique est une organisation qui met l'expertise des ingénieurs au cœur de son système de décision.
C'est avec une mise en cause de la technocratie[réf. souhaitée] au pouvoir dans la multinationale General Electric que Jack Welch, nouveau PDG en 1981, amorça une nouvelle ère qui a fait depuis école en matière de gestion d'entreprise[réf. souhaitée].